# Eiður Guðjohnsen
Eiður Smári Guðjohnsen né le 15 septembre 1978 à Reykjavik, est un entraîneur et ancien footballeur international islandais. Il est le fils de l'ancien footballeur international islandais Arnór Guðjohnsen.
Son fils Sveinn Aron Guðjohnsen, né en 1998, a joué dans les catégories jeunes du FC Barcelone, et possède 7 sélections (1 but) avec l'Islande - 17 ans. Il joue aujourd'hui chez les jeunes du HK Kópavogur, club de première division islandaise.
Son deuxième fils Andri Guðjohnsen, né en 2002, évolue avec IFK Norrköping depuis 2022,.

## Ascendance
Eiður Smári a joué le même match que son père (un match amical opposant l'Islande à l'Estonie en 1996), lui jouant la seconde mi-temps et son père la première,,. La fédération islandaise a alors refusé qu'ils jouent ensemble, ce qui aurait été une première dans un match international, pour reporter l'événement lors d'un match en Islande, mais cela n'a pu avoir lieu en raison d'une blessure d'Eiður Smári un mois plus tard. Son père, par l'intermédiaire de l'agence TotalFootball qu'il a fondé avec d'autres anciens internationaux islandais (les jumeaux Bjarki et Arnar Gunnlaugsson), est désormais son agent.

## Parcours

### Carrière en club

#### De l'Islande au PSV
Formé au Valur Reykjavík, Guðjohnsen est très vite repéré par le PSV Eindhoven, grâce notamment à des matchs Internationaux avec l'équipe d'Islande. Lors de sa première saison, il joue 13 matchs, au côté d'un certain Ronaldo.
Malheureusement, il est gravement blessé à la fin de cette saison lors d'une rencontre pour l'équipe d'Islande des moins de 19 ans où il se casse la cheville. Il aura beaucoup de mal à revenir, et le PSV finit par le libérer de son contrat. Il décide alors en 1997-1998 de retourner au pays, au KR Reykjavík où il commence enfin à retrouver sa forme physique après près de deux ans sans jouer.

#### Arrivée en Angleterre: Bolton
En juillet 1998, il signe à Bolton, alors en deuxième division anglaise (le championnat d'Angleterre est un véritable Eldorado pour les joueurs Islandais). Un temps cantonné à l'équipe réserve, puis utilisé en tant que remplaçant, il lui faudra une saison pour s'imposer en tant que titulaire. Pour sa deuxième saison, il marquera 21 buts toutes compétitions confondues.

#### La surprise Chelsea
C'est une grande surprise aussi bien pour les supporters que pour le grand public quand Chelsea vient chercher un jeune Islandais de 22 ans en deuxième division anglaise pour 4,5 millions d'euros. Malgré ce montant, Guðjohnsen débarque à Londres avec un statut de parfait inconnu, dans un club qui n'a pas encore la renommée actuelle. L'indemnité de transfert est évaluée à six millions d'euros.
Dès 2001, il s'impose comme titulaire et forme un duo redoutable avec le Néerlandais Jimmy Floyd Hasselbaink. Par la suite, de nombreux grands attaquants comme Didier Drogba, Mateja Kežman, Hernán Crespo ou Adrian Mutu ne parviennent pas à l'écarter de sa place de titulaire. Finalement, il reste jusqu'en 2006, toujours comme un titulaire. Il aura marqué 78 buts et fait 60 passes décisives avec Chelsea. Après l'arrivée de Andriy Chevtchenko, c'est le FC Barcelone, tout juste vainqueur de la Ligue des champions, qui lui fait signer un contrat de 3 ans. L'indemnité de transfert est évaluée à 11,7 millions d'euros.

#### FC Barcelone

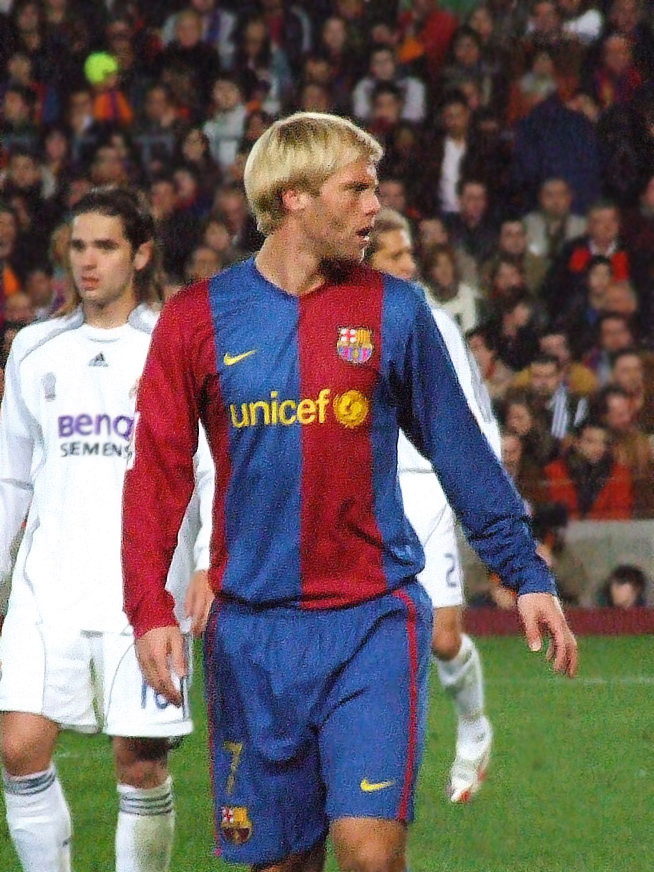
Guðjohnsen avec le FC Barcelone contre la Real Madrid en mars 2007.

À Barcelone, Guðjohnsen est un joker de luxe. Il est recruté pour 12 millions d'euros pour remplacer le Suédois Henrik Larsson. Dès son premier match, contre le Celta Vigo, il inscrit un but d'anthologie qui donne la victoire à son équipe (3-2).
Malgré une bonne première saison, Guðjohnsen ne semble pas entrer dans le cœur des fans du FC Barcelone qui lui préfèrent Samuel Eto'o ou Andrés Iniesta. Il est prié de partir dès sa première saison, mais décide de rester malgré tout. Il devient alors un véritable remplaçant qui sera amené à remplir un rôle tout de même important. En fin de saison, il réalise de magnifiques performances en tant que milieu relayeur et montre l'étendue de sa technique. Il reste encore au FC Barcelone malgré la demande de départ formulée par le nouvel entraîneur du Barça, Pep Guardiola.
Le technicien espagnol finit par adopter l'Islandais et le trouver assez utile. Celui-ci marque plusieurs buts importants, toujours dans un rôle de joker de luxe, remplaçant d'Iniesta. Il impose aussi son jeu en Ligue des champions. À la fin de l'année, c'est la consécration : il devient le premier Islandais de l'histoire du football à remporter la presitigieuse compétition, en faisant partie de l'équipe du Barça qui a réussi le triplé historique, Liga, Copa del Rey, Ligue des champions.

#### Arrivée à l'AS Monaco
En août 2009, il s'engage avec l'AS Monaco pour une durée de 2 années, plus une en option.
Il dispute son premier match sous les couleurs Monégasques lors de la réception du PSG le dimanche 13 septembre (2-0).
Il éprouve des difficultés à s'adapter à la Ligue 1 et à retrouver son niveau. Il ne parvient pas à trouver le chemin des filets en 9 matchs mais il marque son premier but sous les couleurs monégasques lors d'un match amical contre Fréjus le 6 janvier.

#### Retour en Angleterre
En situation d'échec à Monaco, il est courtisé par nombreux clubs anglais comme West Ham ou Tottenham Hotspur FC lors du mercato d'hiver 2010, et décide finalement fin janvier de se faire prêter avec option d'achat chez les Spurs. Il a inscrit deux buts en quatorze apparitions sous le maillot de Tottenham Hotspur FC.
À son retour sur le Rocher, il ne rentre pas dans les plans du club monégasque qui souhaite s'en débarrasser. Le 31 août 2010, il retourne en Angleterre. En effet, il est prêté, dans un premier temps, à Stoke City, mais un accord a finalement été trouvé avec l'AS Monaco pour un transfert définitif.
En janvier 2011, il est prêté pour six mois au club anglais de Fulham.
En juillet 2011, au mercato estival, il choisit de signer un contrat en Grèce plutôt qu'à West Ham. Il s'engage donc avec l'AEK Athènes pour deux saisons. Jouant peu pour ce club, il choisit de résilier son contrat le 24 juillet 2012.

#### Bienvenue en Belgique
Le 1er octobre 2012, à la surprise générale, Eidur Gudjohnsen paraphe un contrat d'une année en faveur du club belge le Cercle de Bruges afin de concilier plus facilement sa vie sociale, privilégiant un choix de vie plutôt qu'un choix financier. Au matin du 14 janvier 2013, Eidur Gudjohnsen s'engage avec le premier club de la ville de Bruges, le FC Bruges.
Il disputera une grosse quarantaine de matchs avec le club belge, avant de retourner en Angleterre.

#### Bolton
Il revient effectivement en Angleterre en décembre 2014, en s'engageant avec Bolton, le club qui l'a révélé une quinzaine d'années plus tôt, et qui évolue désormais en Championship. Pour son troisième match, face aux Blackburn Rovers, il délivre une passe décisive à un autre vétéran nouvellement arrivé : Emile Heskey.
Le manager de Bolton Neil Lennon déclare que Eidur, qui a arrêté la sélection après la défaite contre la Croatie en barrage de la Coupe du monde, aimerait retrouver la sélection. Eidur marque son premier goal sur pénalty, pour les trotters lors d'un match qui les oppose à Leeds United (score final 1-1), début février bolton accueille Liverpool, Gudjohnsen ouvrira la marque sur pénalty mais malgré ce but Bolton s'incline 1-2. Le 10 février 2015, Bolton affronte Fulham, alors que les trotters sont menés 0-1, Gudjohnsen marque un but d'une haute classe qui permet à son équipe d'égaliser. Les trotters s'imposeront finalement 3-1. Eidur est actuellement en train de retrouver une bonne forme, il devient même l'un des joueurs les plus importants de l'effectif de Neil Lennon. Il sera même repris a 4 reprises comme capitaine de l'équipe. Il finira sa saison 2014-2015 avec 6 réalisations et 2 passes décisives.

#### Molde FK
Le 12 février 2016, à 37 ans, l'international islandais s'engage avec le Molde FK. Eidur Gudjohnsen va ainsi connaître le 16e club de sa carrière.  

### Carrière internationale
Eiður a fait ses débuts dans l'équipe nationale islandaise des moins de 17 ans en 1992 à l'âge de 14 ans. Il marquera sept buts en 26 apparitions pour l'équipe avant de passer dans l'équipe des moins de 19 ans en 1994 où il marqua deux fois en neuf sélections. Un an plus tard, il fait ses débuts pour l'équipe U-21. Il représentera les U-21 pendant quatre ans, marquant un total de quatre buts en 11 sélections. 
Le 24 avril 1996, Eiður, 17 ans,  honora sa première sélection internationale lors d'un match amical opposant l'Islande à l'Estonie. Lui et son père Arnór, 34 ans, sont entrés dans l'histoire en jouant tous les deux le même pour l'Islande. Arnór a commencé le match et Eiður est entré en seconde période en remplaçant son père. Le père et le fils ont ensuite exprimé leur amertume face au fait qu'ils n'avaient pas été autorisés à jouer ensemble dans ce match. Le président de l'époque de l'Association islandaise de football, Eggert Magnússon, a donné l'ordre à l'entraîneur Logi Ólafsson  de ne pas les faire jouer ensemble parce qu'il voulait que cela se produise à domicile, lorsque l'Islande affrontera la Macédoine deux mois plus tard au premier tour de qualification pour la Coupe du monde de football 1998.  Cependant, les deux n'ont jamais eu d'autre chance de jouer ensemble car un mois après le match en Estonie, Eiður s'est cassé la jambe en jouant pour l'équipe islandaise U-18 contre la république d'Irlande. Il a eu du mal à revenir à cause d'une tendinite non diagnostiquée à cette jambe. Lorsqu'il s'était rétabli et qu'il était de nouveau disponible pour être sélectionné pour l'équipe nationale, son père avait pris sa retraite. 
Le 2 septembre 2006, Eiður marqua lors d'une victoire 3-0 à l'extérieur contre l'Irlande du Nord lors des éliminatoires de l'Euro 2008 , faisant de lui le co-meilleur buteur de l'histoire de sa sélection avec 17 buts internationaux comme Ríkharður Jónsson. Le 13 octobre 2007, pour sa 48e sélection, Eiður casse une disette internationale de six matches avec deux buts lors d'une défaite 2-4 contre la Lettonie pour devenir le seul meilleur buteur islandais de tous les temps. Il a dit que le record avait été rendu moins important par la défaite de la journée.  Eiður annonça sa possible retraite internationale après la défaite 2-0 de l'Islande contre la Croatie le 19 novembre 2013 lors d'un barrage pour une place à la Coupe du monde 2014. Le 28 mars 2015, il fait un retour marquant dans l'équipe nationale après 18 mois d'absence, ouvrant le score contre le Kazakhstan à l'Astana Arena lors d'une victoire 3-0 comptant pour les qualifications pour l'Euro 2016.  Il est par la suite sélectionné par l'entraîneur Lars Lagerback pour faire partie des 23 joueurs participant à l'Euro 2016. Lors du tournoi en France, il participe à la compétition avec son équipe nationale, l'aventure s'arrête en quart de finale lorsque l'Islande perd contre l'équipe de France (2-5). 

## Profil
Guðjohnsen est un attaquant de soutien qui a aussi souvent évolué en pointe. Au FC Barcelone, il a également plusieurs fois été utilisé au milieu en tant que relayeur d'un 4-3-3 (c'est José Mourinho, à Chelsea, qui a eu l'idée le premier de le placer ainsi). Il a aussi parfois évolué en tant qu'ailier.
C'est un joueur très technique, bon dribbleur avec des qualités de finition assez exceptionnelles. Doté d'un jeu très esthétique il est souvent apprécié par les puristes du football. Son talent lui a permis de marquer de nombreux buts, dont un retourné d'anthologie contre Leeds United avec Chelsea en janvier 2003. Il est aussi connu pour sa magnifique conduite de balle, et sa vision du jeu très développée. Fort dans le jeu aérien, il a une bonne rapidité d'exécution.
Sa seule faiblesse reste dans sa relative lenteur de course. Sa polyvalence lui a néanmoins permis de s'imposer dans la plupart des clubs où il est passé.

## Statistiques
Ce tableau présente les statistiques de Eidur Smári Guðjohnsen,.
| Saison                | Club                     | Championnat           | Championnat | Championnat | Championnat | Coupe nationale | Coupe nationale | Coupe nationale | Coupe de la Ligue | Coupe de la Ligue | Coupe de la Ligue | Supercoupe | Supercoupe | Supercoupe | Compétition(s) continentale(s) | Compétition(s) continentale(s) | Compétition(s) continentale(s) | Compétition(s) continentale(s) | Supercoupe UEFA | Supercoupe UEFA | Supercoupe UEFA | Coupe du monde des clubs | Coupe du monde des clubs | Coupe du monde des clubs | Plays-off | Plays-off | Plays-off | Islande | Islande | Islande | Total | Total | Total |
| Saison                | Club                     | Division              | M.          | B.          | P.d.        | M.              | B.              | P.d.            | M.                | B.                | P.d.              | M.         | B.         | P.d.       | Comp.                          | M.                             | B.                             | P.d.                           | M.              | B.              | P.d.            | M.                       | B.                       | P.d.                     | M.        | B.        | P.d.      | M.      | B.      | P.d.    | M.    | B.    | P.d.  |
| 1994                  | Valur Reykjavík          | D1                    | 17          | 7           | -           | -               | -               | -               | -                 | -                 | -                 | -          | -          | -          | -                              | -                              | -                              | -                              | -               | -               | -               | -                        | -                        | -                        | -         | -         | -         | -       | -       | -       | 17    | 7     | 0     |
| 1995-1996             | PSV Eindhoven            | Eredivisie            | 13          | 3           | -           | -               | -               | -               | -                 | -                 | -                 | -          | -          | -          | C3                             | 2                              | 0                              | -                              | -               | -               | -               | -                        | -                        | -                        | -         | -         | -         | 1       | 0       | -       | 16    | 3     | 0     |
| 1996-1997             | PSV Eindhoven            | Eredivisie            | 0           | 0           | -           | -               | -               | -               | -                 | -                 | -                 | -          | -          | -          | -                              | -                              | -                              | -                              | -               | -               | -               | -                        | -                        | -                        | -         | -         | -         | -       | -       | -       | 0     | 0     | 0     |
| Sous-total            | Sous-total               | Sous-total            | 13          | 3           | -           | -               | -               | -               | -                 | -                 | -                 | -          | -          | -          | -                              | 2                              | 0                              | 0                              | -               | -               | -               | -                        | -                        | -                        | -         | -         | -         | 1       | 0       | -       | 16    | 3     | 0     |
| 1998                  | KR Reykjavík             | D1                    | 6           | 0           | -           | -               | -               | -               | -                 | -                 | -                 | -          | -          | -          | -                              | -                              | -                              | -                              | -               | -               | -               | -                        | -                        | -                        | -         | -         | -         | -       | -       | -       | 6     | 0     | 0     |
| 1998-1999             | Bolton Wanderers         | D2                    | 14          | 5           | -           | -               | -               | -               | 1                 | 0                 | -                 | -          | -          | -          | -                              | -                              | -                              | -                              | -               | -               | -               | -                        | -                        | -                        | 3         | 0         | -         | -       | -       | -       | 18    | 5     | 0     |
| 1999-2000             | Bolton Wanderers         | D2                    | 41          | 13          | -           | 5               | 4               | -               | 8                 | 3                 | -                 | -          | -          | -          | -                              | -                              | -                              | -                              | -               | -               | -               | -                        | -                        | -                        | 1         | 1         | -         | 3       | 1       | -       | 58    | 22    | 0     |
| Sous-total            | Sous-total               | Sous-total            | 55          | 18          | -           | 5               | 4               | -               | 9                 | 3                 | -                 | -          | -          | -          | -                              | -                              | -                              | -                              | -               | -               | -               | -                        | -                        | -                        | 4         | 1         | -         | 3       | 1       | -       | 76    | 27    | 0     |
| 2000-2001             | Chelsea FC               | Premier League        | 30          | 10          | 6           | 3               | 3               | -               | 1                 | 0                 | -                 | 1          | 0          | -          | C3                             | 2                              | 0                              | -                              | -               | -               | -               | -                        | -                        | -                        | -         | -         | -         | 9       | 2       | -       | 46    | 15    | 6     |
| 2001-2002             | Chelsea FC               | Premier League        | 32          | 14          | 7           | 7               | 3               | -               | 5                 | 3                 | -                 | -          | -          | -          | C3                             | 3                              | 3                              | -                              | -               | -               | -               | -                        | -                        | -                        | -         | -         | -         | 3       | 0       | -       | 50    | 23    | 7     |
| 2002-2003             | Chelsea FC               | Premier League        | 35          | 10          | 3           | 5               | 0               | 1               | 2                 | 0                 | -                 | -          | -          | -          | C3                             | 2                              | 0                              | -                              | -               | -               | -               | -                        | -                        | -                        | -         | -         | -         | 8       | 5       | -       | 52    | 15    | 4     |
| 2003-2004             | Chelsea FC               | Premier League        | 26          | 6           | 3           | 4               | 2               | -               | 1                 | 2                 | -                 | -          | -          | -          | C1                             | 10                             | 3                              | 4                              | -               | -               | -               | -                        | -                        | -                        | -         | -         | -         | 5       | 1       | -       | 46    | 14    | 7     |
| 2004-2005             | Chelsea FC               | Premier League        | 37          | 12          | 6           | 3               | 1               | -               | 6                 | 1                 | -                 | -          | -          | -          | C1                             | 11                             | 2                              | 2                              | -               | -               | -               | -                        | -                        | -                        | -         | -         | -         | 7       | 6       | -       | 64    | 22    | 8     |
| 2005-2006             | Chelsea FC               | Premier League        | 26          | 2           | 5           | 3               | 1               | -               | 1                 | 0                 | -                 | 1          | 0          | 1          | C1                             | 6                              | 0                              | 0                              | -               | -               | -               | -                        | -                        | -                        | -         | -         | -         | 4       | 1       | -       | 41    | 4     | 6     |
| Sous-total            | Sous-total               | Sous-total            | 186         | 54          | 30          | 25              | 10              | 1               | 16                | 6                 | -                 | 2          | 0          | 1          | -                              | 34                             | 8                              | 6                              | -               | -               | -               | -                        | -                        | -                        | -         | -         | -         | 36      | 15      | -       | 299   | 93    | 38    |
| 2006-2007             | FC Barcelone             | Liga                  | 25          | 5           | 0           | 6               | 3               | 0               | -                 | -                 | -                 | 1          | 0          | 0          | C1                             | 8                              | 3                              | 0                              | 1               | 0               | 0               | 2                        | 1                        | 0                        | -         | -         | -         | 6       | 1       | -       | 49    | 13    | 0     |
| 2007-2008             | FC Barcelone             | Liga                  | 23          | 2           | 1           | 6               | 1               | 0               | -                 | -                 | -                 | -          | -          | -          | C1                             | 8                              | 0                              | 0                              | -               | -               | -               | -                        | -                        | -                        | -         | -         | -         | 4       | 3       | -       | 41    | 6     | 1     |
| 2008-2009             | FC Barcelone             | Liga                  | 24          | 3           | 2           | 5               | 1               | 0               | -                 | -                 | -                 | -          | -          | -          | C1                             | 5                              | 0                              | 2                              | -               | -               | -               | -                        | -                        | -                        | -         | -         | -         | 8       | 3       | -       | 42    | 7     | 4     |
| 2009                  | FC Barcelone             | Liga                  | 0           | 0           | 0           | -               | -               | -               | -                 | -                 | -                 | -          | -          | -          | -                              | -                              | -                              | -                              | -               | -               | -               | -                        | -                        | -                        | -         | -         | -         | 1       | 0       | -       | 1     | 0     | 0     |
| Sous-total            | Sous-total               | Sous-total            | 72          | 10          | 3           | 17              | 5               | -               | -                 | -                 | -                 | 1          | 0          | 0          | -                              | 21                             | 3                              | 2                              | -               | -               | -               | -                        | -                        | -                        | -         | -         | -         | 19      | 7       | -       | 130   | 25    | 5     |
| 2009-janv 2010        | AS Monaco                | Ligue 1               | 9           | 0           | 0           | 1               | 0               | 0               | 1                 | 0                 | 0                 | -          | -          | -          | -                              | -                              | -                              | -                              | -               | -               | -               | -                        | -                        | -                        | -         | -         | -         | 2       | 1       | -       | 13    | 1     | 0     |
| août 2010             | AS Monaco                | Ligue 1               | 0           | 0           | 0           | -               | -               | -               | -                 | -                 | -                 | -          | -          | -          | -                              | -                              | -                              | -                              | -               | -               | -               | -                        | -                        | -                        | -         | -         | -         | 1       | 0       | -       | 1     | 0     | 0     |
| Sous-total            | Sous-total               | Sous-total            | 9           | 0           | 0           | 1               | 0               | 0               | 1                 | 0                 | 0                 | -          | -          | -          | -                              | -                              | -                              | -                              | -               | -               | -               | -                        | -                        | -                        | -         | -         | -         | 3       | 1       | -       | 14    | 1     | 0     |
| 2010                  | Tottenham Hotspur (prêt) | Premier League        | 11          | 1           | 0           | 3               | 1               | 0               | -                 | -                 | -                 | -          | -          | -          | -                              | -                              | -                              | -                              | -               | -               | -               | -                        | -                        | -                        | -         | -         | -         | -       | -       | -       | 14    | 2     | 0     |
| 2010-janv 2011        | Stoke City               | Premier League        | 4           | 0           | 0           | -               | -               | -               | 1                 | 0                 | 0                 | -          | -          | -          | -                              | -                              | -                              | -                              | -               | -               | -               | -                        | -                        | -                        | -         | -         | -         | 1       | 0       | 0       | 6     | 0     | 0     |
| 2011                  | Stoke City               | Premier League        | 0           | 0           | 0           | -               | -               | -               | -                 | -                 | -                 | -          | -          | -          | -                              | -                              | -                              | -                              | -               | -               | -               | -                        | -                        | -                        | -         | -         | -         | 1       | 0       | 0       | 1     | 0     | 0     |
| Sous-total            | Sous-total               | Sous-total            | 4           | 0           | 0           | -               | -               | -               | 1                 | 0                 | 0                 | -          | -          | -          | -                              | -                              | -                              | -                              | -               | -               | -               | -                        | -                        | -                        | -         | -         | -         | 2       | 0       | 0       | 7     | 0     | 0     |
| 2011                  | Fulham FC (prêt)         | Premier League        | 10          | 0           | 1           | -               | -               | -               | -                 | -                 | -                 | -          | -          | -          | -                              | -                              | -                              | -                              | -               | -               | -               | -                        | -                        | -                        | -         | -         | -         | -       | -       | -       | 10    | 0     | 1     |
| 2011-2012             | AEK Athènes              | Super League          | 6           | 1           | 1           | -               | -               | -               | -                 | -                 | -                 | -          | -          | -          | C3                             | 4                              | 0                              | 1                              | -               | -               | -               | -                        | -                        | -                        | 4         | 0         | 1         | 3       | 0       | 0       | 17    | 1     | 3     |
| 2012-janv 2013        | Cercle Bruges            | JPL                   | 13          | 6           | 1           | 1               | 1               | 0               | -                 | -                 | -                 | -          | -          | -          | -                              | -                              | -                              | -                              | -               | -               | -               | -                        | -                        | -                        | -         | -         | -         | -       | -       | -       | 14    | 7     | 1     |
| janv 2013             | FC Bruges                | JPL                   | 8           | 2           | 1           | -               | -               | -               | -                 | -                 | -                 | -          | -          | -          | -                              | -                              | -                              | -                              | -               | -               | -               | -                        | -                        | -                        | 10        | 1         | 1         | 3       | 0       | 1       | 21    | 3     | 3     |
| 2013-2014             | FC Bruges                | JPL                   | 20          | 2           | 1           | -               | -               | -               | -                 | -                 | -                 | -          | -          | -          | C3                             | 2                              | 0                              | 0                              | -               | -               | -               | -                        | -                        | -                        | 8         | 2         | 0         | 7       | 0       | 1       | 37    | 4     | 2     |
| Sous-total            | Sous-total               | Sous-total            | 28          | 4           | 2           | -               | -               | -               | -                 | -                 | -                 | -          | -          | -          | -                              | 2                              | 0                              | 0                              | -               | -               | -               | -                        | -                        | -                        | 18        | 3         | 1         | 10      | 0       | 2       | 58    | 7     | 5     |
| dec 2014-2015         | Bolton Wanderers         | Championship          | 21          | 5           | 2           | 3               | 1               | 0               | -                 | -                 | -                 | -          | -          | -          | -                              | -                              | -                              | -                              | -               | -               | -               | -                        | -                        | -                        | -         | -         | -         | -       | -       | -       | 24    | 6     | 2     |
| 2015                  | Shijiazhuang Yongchang   | Super League          | 14          | 1           | 1           | -               | -               | -               | -                 | -                 | -                 | -          | -          | -          | -                              | -                              | -                              | -                              | -               | -               | -               | -                        | -                        | -                        | -         | -         | -         | 3       | 1       | 0       | 17    | 2     | 1     |
| 2016                  | Molde FK                 | Tippeligaen           | 6           | 2           | 0           | -               | -               | -               | -                 | -                 | -                 | -          | -          | -          | -                              | -                              | -                              | -                              | -               | -               | -               | -                        | -                        | -                        | -         | -         | -         | 3       | 0       | 1       | 9     | 2     | 1     |
| Total sur la carrière | Total sur la carrière    | Total sur la carrière | 465         | 112         | 41          | 58              | 23              | 1               | 27                | 9                 | 0                 | 3          | 0          | 1          | -                              | 63                             | 11                             | 9                              | 1               | 0               | 0               | 2                        | 0                        | 1                        | 26        | 4         | 2         | 84      | 25      | 3       | 729   | 184   | 58    |

## Palmarès
- PSV Eindhoven
  - Champion des Pays-Bas en 1997

- Chelsea :
  - Champion d'Angleterre en 2005 et 2006
  - Vainqueur de la League cup en 2005
  - Vainqueur du Community Shield en 2000 et 2005

- FC Barcelone :
  - Vainqueur de Ligue des Champions en 2009
  - Champion d'Espagne en 2009
  - Vainqueur de la Copa del Rey en 2009
  - Vainqueur de la Supercoupe d'Espagne en 2006

- Islande : 
  - Meilleur buteur de toute l'histoire de la sélection islandaise avec 26 buts.

## Statistiques
- 3 buts marqués en 13 matchs de C3
- 8 buts marqués en 48 matchs de C1